# Hershey (Nebraska)
Hershey je selo u američkoj saveznoj državi Nebraska. Prema popisu stanovništva iz 2010. u njemu je živjelo 665 stanovnika.